# Beauty Man〜宮迫博之イケおじ宣言〜
『Beauty Man〜宮迫博之イケおじ宣言〜』（ビューティーマン〜みやさこひろゆきイケおじせんげん〜）は、テレビ埼玉で2024年10月7日から12月23日放送されていた、宮迫博之が司会を務めるバラエティ番組である。
放送の翌日には、宮迫の公式YouTubeチャンネルにて番組の動画が公開される。

## 概要
司会は宮迫博之で番組レギュラーは元尼神インターの誠子である。宮迫がいろんなことに挑戦していくというダイエット番組である。男性用育毛剤のREDEN提供の持ち込み企画の番組。